# Илл Билл
Уильям Браунштейн (англ. William Brownstein) (родился 14 июля 1972), более известный как Илл Билл (Ill Bill) - американский рэпер и продюсер из Бруклина, Нью-Йорк. Получил славу в андерграундной группе Non Phixion. Илл Билл известен своими политическими текстами песен, а также как продюсер, основатель и владелец лейбла Uncle Howie Records. Его брат Рон - рэпер и продюсер Некро.

## Биография
Свою карьеру музыканта начал в 1986 году с дэт-метал-группы Injustice, которую образовал вместе со своим братом Necro, где одновременно пел и играл на бас-гитаре. Илл Билл был главным солистом теперь уже несуществующей группы Non Phixion. В настоящее время состоит в супергруппе La Coka Nostra, куда помимо него входят Slaine и бывшие участники House of Pain: Эверласт, Danny Boy и DJ Lethal (известный также по работе в коллективе Limp Bizkit).
В 2004 году Билл выпустил свой первый сольный альбом «What’s Wrong with Bill?», после этого - ещё несколько сольных альбомов и совместных работ.
16 сентября 2008 на лейбле Uncle Howie Records выпустил свой второй сольный альбом, названный «The Hour Of Reprisal». Альбом включает в себя совместные работы с Некро (родной брат Билла), Tech N9ne, B-Real из Cypress Hill, Эверласт, Bad Brains, Макс Кавалера из Sepultura, Jedi Mind Tricks, Howard Jones из Killswitch Engage, Immortal Technique, и Raekwon из Wu-Tang Clan. В альбоме также имеются треки, спродюсированные DJ Muggs, T-Ray, DJ Lethal, Necro, DJ Premier и самим Биллом.
Также готовится выход совместного альбома с Raekwon, Jeru The Damaja, Sean Price, Crooked I и Vinnie Paz.
Весной 2008 года Илл Билл присоединился к Tech N9ne и Paul Wall в общенациональном туре.

## Дискография

### Студийные альбомы

#### Сольные альбомы
- 2004: «What’s Wrong with Bill?»
- 2008: «The Hour Of Reprisal»
- 2013: «The Grimy Awards»
- 2016: «Septagram™»
- 2020: «La Bella Medusa»
- 2023: «Billy»

#### Совместные альбомы
- 2010: «Kill Devil Hills» (совместно с Диджей Маггс)
- 2011: «Heavy Metal Kings» (совместно с Винни Паз)
- 2019: «Cannibal Hulk» (совместно с Stu Bangas)
- 2020: «Gorilla Twins» (совместно с Немс)
- 2024: «Blood Brothers» (совместно с Некро)

### Мини-альбомы
- 2009: «Infermo Guillermo»
- 2014: «Van Gogh» (совместно с Snowgoons и Morlockk Dilemma)
- 2019: «Pulp Phixion»

### Микстейпы
- 2003: «Ill Bill Is The Future»
- 2003: «Street Villains Vol. 1» (совместно с Некро)
- 2005: «Street Villains Vol. 2» (совместно с Некро)
- 2006: «Ill Bill Is The Future Vol. II: I'm A Goon!»
- 2007: «Blood Brothers» (совместно с Некро)
- 2007: «Black Metal»
- 2010: «Cult Assassin» (совместно с Диджей Маггс)
- 2010: «Holy Diver»
- 2023: «Billmatic»

### Компиляции
- 2003: «The Early Years: Rare Demos '91–'94»
- 2003: «Howie Made Me Do It»
- 2011: «Howie Made Me Do It 2»
- 2013: «Howie Made Me Do It 3»

#### Инструментальные альбомы
- 2005: «What's Wrong with Bill? Instrumentals»

### В составеНон-Фикшн
- 2002: «The Future Is Now»
- 2004: «The Green CD/DVD»

### В составеЛя Кока Ностра
- 2009: «A Brand You Can Trust»
- 2012: «Masters Of The Dark Arts»
- 2016: «To Thine Own Self Be True»

### В составе Circle Of Tyrants
- 2005: «The Circle Of Tyrants»

### В составе Injustice
- 1989: «The Cursed Earth»
- 1990: «Inhuman Conditions»

### Синглы
- 1999: "Gangsta Rap"
- 2004: "The Anatomy Of A School Shooting"
- 2004: "God Is An Atheist"

## Продюсирование

### Ill Bill
- 2006: Ill Bill Is the Future Vol. II: I'm a Goon! ("Billion$ on My Mind", "Brazil", and "Cocaine World")

### Q-Unique
- 2004: Vengeance Is Mine

## Видеография

### Клипы

#### Сольные
- 2004: "Chasing the Dragon" при участии Necro из альбома What's Wrong with Bill?
- 2008: "Billion$ on My Mind" из альбома Ill Bill Is The Future Vol. 2
- 2008: "Society Is Brainwashed" из альбома The Hour of Reprisal
- 2008: "My Uncle" из альбома The Hour of Reprisal
- 2009: "War is My Destiny" при участии Immortal Technique и Max Cavalera из альбома The Hour of Reprisal
- 2012: "When I Die"
- 2013: "Acid Reflux"

#### Совместные
- 2001: "14 Years of Rap" совместно с Skeam Team, The Arsonists и Non Phixion
- 2003: "Rock Stars" совместно с Non-Phixion
- 2004: "White Slavery" совместно с Necro
- 2004: "The Crazies" совместно с Mr. Hyde, Necro и Goretex (неизданный)
- 2006: "Heavy Metal Kings" совместно с Jedi Mind Tricks
- 2008: "Killer Collage" совместно с Mr. Hyde, Q-Unique, и DJ Eclipse
- 2008: "That's Coke" совместно с La Coka Nostra
- 2009:  "I'm An American" совместно с La Coka Nostra и B-Real
- 2012:  "Mind Your Business" совместно с La Coka Nostra